# Complutum
Complutum fou una antiga ciutat de la península Ibèrica propera a Alcalá de Henares, amb la qual sembla identificar-se.

## Onomàstica
Complutum és una denominació que probablement prové del verb llatí "compluere" (confluir), o bé del terme "compluo" (confluència d'aigües), ja que la primitiva població es trobava a la confluència dels rius Henares, Torote, Bruñuelas i Camarmilla. Una altra teoria, més llegendària diu que procedeix del terme grec Komposplutos (camps rics).

## Història
La romanització en la zona va començar en la població preexistent del Cerro del Viso (probablement Iplacea), on les fortificacions es van reforçar i es va estendre una xarxa de calçades per a afavorir les bones comunicacions.
No es coneix exactament la data en què els romans van ocupar la ciutadella de San Juan de Viso i el poblament del Salto del Cura, en el pla del Cerro de San Juan de Viso, però les monedes que es van trobar en el "tesorillo de Zulema", semblen suggerir que fou abans de la caiguda de Numància. Vers l'any 80 aC, durant la guerra civil entre Sertori i Pompei, ja trobem mencionat el topònim Complutum.
Vers l'any 60, la població romana es va traslladar a la rodalia de l'encreuament dels camins i s'hi formà un suburbi o vilanova, que afavoria millor l'expansió comercial. Es configurà una ciutat de nova planta aprofitant les dues principals vies de comunicació i es planificà un urbanisme amb el típic traçat de les ciutats romanes: el decumanus maximus, la via entre Augusta Emerita i Caesaraugusta i el cardo maximus, la via de Complutum a Carthago Nova.
A la intersecció de les dues vies sorgeix el fòrum i els principals edificis públics. La ciutat adquirí caràcter de civitas estipendiaria, és a dir, que amb el pagament d'un tribut o estipendi anual, el poblament conservava el dret d'autonomia i dels seus propis usos mentre no alterés l'ordre establert. Durant l'època d'August va adquirir gran importància per la seva situació estratègica militar i com a nus de comunicacions.
Va pertànyer inicialment a la província de l'Hispania Citerior i, des de temps d'August, a la Tarraconense. A l'època de Dioclecià depenia del Convent Jurídic de Caesaraugusta, a la província Cartagenense i fou cap d'un territori que comprenia la major part de l'actual de província de Madrid i incloïa una àmplia franja de la província de Guadalajara.
A la fi de l'etapa romana, el cristianisme sembla que hi estava molt arrelat i en ser publicat l'edicte de Dioclecià contra els cristians, hi tingueren lloc diversos martiris. En especial, vers l'any 305, és conegut el dels infants Just i Pastor. Prop del seu sepulcre Sant Paulí de Nola hi enterrà les despulles del seu fill Cels, mort pocs dies després de néixer. Complutum fou citada també per Plini i per Claudi Ptolemeu.